# Nudariphleps
Nudariphleps este un gen de molii din familia Erebidae.